# 菅懷理
菅懷理（1496年—？），字一初，號復斋，山東濟南府臨邑縣人，軍籍，明朝政治人物。

## 生平
嘉靖元年（1522年）壬午科山東鄉試第七十三名舉人。嘉靖八年（1529年）中式己丑科會試第一百四十三名，登第三甲第一百四十五名進士。九年七月授户科給事中，十二年七月升禮科右，八月升户科都，十四年七月升江西按察司副使，歷升陕西參政、按察使、右布政使，二十三年二月升湖广左布政使。

## 家族
曾祖菅昺；祖父菅芳；父菅溥，母李氏。永感下。